# 小谷城郷土館
小谷城郷土館 （こたにじょうきょうどかん）は、大阪府堺市南区豊田にある博物館法に基づく登録博物館である。運営は、一般財団法人小谷城郷土館。

## 概要
当館の設立は昭和46年（1971年）、当地にある堺市内最古の山城の一つである小谷城の39代目の城主で、地元の郷土史家でもある小谷方明（こたに みちあきら、1909年 - 1991年）が堺近辺で収集した各種農具や武家道具等の歴史的資料を幅広く公開する目的で設立された。
方明はかねてから財団法人化する意向を示していたが、1991年に82歳で死去。その後は遺族らが中心となって財団法人小谷城郷土館を設立し、1992年4月に新装オープンした。
展示品は約15000点。和泉地方に伝わる火縄銃などの武具や農具、江戸時代以降の民具資料や古文書などを展示している。また江戸時代に建築された母屋や蔵、門長屋などもあり、当時の生活の様子を見る事が出来る。泉北ニュータウン建設前には「小谷城郷土館発掘調査団」を編成し、古墳時代に泉北丘陵一帯にあった須恵器の生産拠点である陶邑窯跡群の発掘を行い、須恵器や工房跡などが出土した。それらの出土品の展示や出版物の刊行など、発掘の成果を館の活動につなげる取り組みを行っている。
滋賀県にも小谷城はあるが、関連はない。

## 文化財
江戸時代後期の大和棟建築の主屋や土蔵等5件が2005年に国の登録有形文化財に登録されている。また、源氏物語図屏風が1997年に堺市の有形文化財に指定されている。

## 利用情報
- 開館 10時から16時まで。
- 休館 毎週月曜日（祝日の場合その翌日）。
- 入館料
  - 一般（大学生以上） 200円
  - 小・中・高校生 100円

## アクセス
- 南海泉北線
  - 泉ケ丘駅から徒歩約20分
  - 栂・美木多駅から徒歩約19分

- 泉北1号線 豊田北交差点から豊田方面へすぐ